# Фраат II
Фраат II Филэллин (парф. 𐭐𐭓𐭇𐭕), правивший под тронным именем Аршак (др.-греч. Ἀρσάκης, парф. 𐭀𐭓𐭔𐭊; ок. 147 года до н. э. — 128/27 до н. э.), — царь царей Парфии из династии Аршакидов, сын и преемник Митридата I.
Фраат II унаследовал царство будучи ещё несовершеннолетним, в связи с чем государством несколько месяцев управляла его мать Ри-[ин](?)-ну. Правление царя проходило в годы противостояния с государством Селевкидов. В 130 году до н. э. Антиох VII собрал огромную армию и выступил в поход против Парфянского царства. Он ненадолго подчинил западные сатрапии Парфянского царства в современном Ираке, но в дальнейшем потерпел сокрушительное поражение, пав в бою или покончив жизнь самоубийством после проигранного сражения. Фраат женился на представительнице династии Селевкидов Лаодике и даже претендовал на верховную власть в государстве Селевкидов, однако вторжение индоевропейских племён с Востока перечеркнуло планы парфян по окончательному покорению соседней державы. В последовавшем сражении с кочевниками Фраат II погиб.

## Биография

### Происхождение. Ранние годы
Период правления первых Аршакидов, равно как и их приход к власти, не описан подробно в античных источниках. Об этом периоде отсутствуют надёжные письменные свидетельств, из-за чего исследователи опираются на изначально небеспристрастные и откровенно враждебные к парфянам греческие и римские фрагментарные сочинения. Существует множество версий относительно происхождения родоначальника династии Аршака I. Различные античные источники называли его разбойником, то ли бактрийцем, то ли вождём кочевого племени парнов из конфедерации дахов, который захватил Парфиену и Гирканию, то ли потомком селевкидского сатрапа Андрагора, либо даже персидского царя Артаксеркса II. Последней версии придерживались в дальнейшем и сами Аршакиды, однако подтверждения она не находит. Современные историки считают, что Аршак I был вождём кочевого иранского племени парнов, который захватил Парфию и принял язык и культуру покорённых народов, в том числе и более развитую, по сравнению с язычеством, религию зороастризм.
Фраат II был сыном царя царей Парфии Митридата I, который превратил небольшое Парфянское царство в могущественную империю. Его матерью была Ри-[ин](?)-ну. Фраат родился «не сильно позднее августа/сентября 147 года до н. э.» и на момент наследования царства в 132 году до н. э. был ещё молод, в связи с чем, согласно Вавилонским астрономическим дневникам, его мать заняла место регента. Она была в должности несколько месяцев, в это время титул шаха Персии получил Дарий I. Он покорил земли эламеев и поставил во главе них в качестве парфянского вассала своего ставленника Камнаскира Юного. У Фраата был младший брат Санатрук, в дальнейшем ставший царём, и сестра Родогуна.
Ниже представлено генеалогическое древо династии Аршакидов согласно историку Н. Овертуму, не являющееся, однако, общепризнанным. Ряд авторов не признаёт существование Аршака IV или считает Фрияпатия и его сыновей прямыми потомками Аршака I и II, а не его брата Тиридата.
|  |  |  |  |  |  |                |                |                |                |                |                |  |  |         |         | Фрияпит  |          |          |          |          |          |            |            |            |            |            |            |                |                |                |                |                |                |       |       |  |  |           |           |           |           |           |           |  |  |  |  |  |  |  |  |  |  |  |  |  |  |  |  |  |  |
|  |  |  |  |  |  |                |                |                |                |                |                |  |  |         |         |          |          |          |          |          |          |            |            |            |            |            |            |                |                |                |                |                |                |       |       |  |  |           |           |           |           |           |           |  |  |  |  |  |  |  |  |  |  |  |  |  |  |  |  |  |  |
|  |  |  |  |  |  |                |                |                |                |                |                |  |  |         |         |          |          |          |          |          |          |            |            |            |            |            |            |                |                |                |                |                |                |       |       |  |  |           |           |           |           |           |           |  |  |  |  |  |  |  |  |  |  |  |  |  |  |  |  |  |  |
|  |  |  |  |  |  | Аршак I        | Аршак I        | Аршак I        | Аршак I        | Аршак I        | Аршак I        |  |  |         |         |          |          |          |          |          |          |            |            |            |            |            |            | Тиридат        | Тиридат        | Тиридат        | Тиридат        | Тиридат        | Тиридат        |       |       |  |  |           |           |           |           |           |           |  |  |  |  |  |  |  |  |  |  |  |  |  |  |  |  |  |  |
|  |  |  |  |  |  | Аршак I        | Аршак I        | Аршак I        | Аршак I        | Аршак I        | Аршак I        |  |  |         |         |          |          |          |          |          |          |            |            |            |            |            |            | Тиридат        | Тиридат        | Тиридат        | Тиридат        | Тиридат        | Тиридат        |       |       |  |  |           |           |           |           |           |           |  |  |  |  |  |  |  |  |  |  |  |  |  |  |  |  |  |  |
|  |  |  |  |  |  | Аршак II       | Аршак II       | Аршак II       | Аршак II       | Аршак II       | Аршак II       |  |  |         |         |          |          |          |          |          |          |            |            |            |            |            |            | имя неизвестно | имя неизвестно | имя неизвестно | имя неизвестно | имя неизвестно | имя неизвестно |       |       |  |  |           |           |           |           |           |           |  |  |  |  |  |  |  |  |  |  |  |  |  |  |  |  |  |  |
|  |  |  |  |  |  | Аршак II       | Аршак II       | Аршак II       | Аршак II       | Аршак II       | Аршак II       |  |  |         |         |          |          |          |          |          |          |            |            |            |            |            |            | имя неизвестно | имя неизвестно | имя неизвестно | имя неизвестно | имя неизвестно | имя неизвестно |       |       |  |  |           |           |           |           |           |           |  |  |  |  |  |  |  |  |  |  |  |  |  |  |  |  |  |  |
|  |  |  |  |  |  | имя неизвестно | имя неизвестно | имя неизвестно | имя неизвестно | имя неизвестно | имя неизвестно |  |  |         |         |          |          |          |          |          |          |            |            |            |            |            |            | Фрияпатий      | Фрияпатий      | Фрияпатий      | Фрияпатий      | Фрияпатий      | Фрияпатий      |       |       |  |  |           |           |           |           |           |           |  |  |  |  |  |  |  |  |  |  |  |  |  |  |  |  |  |  |
|  |  |  |  |  |  | имя неизвестно | имя неизвестно | имя неизвестно | имя неизвестно | имя неизвестно | имя неизвестно |  |  |         |         |          |          |          |          |          |          |            |            |            |            |            |            | Фрияпатий      | Фрияпатий      | Фрияпатий      | Фрияпатий      | Фрияпатий      | Фрияпатий      |       |       |  |  |           |           |           |           |           |           |  |  |  |  |  |  |  |  |  |  |  |  |  |  |  |  |  |  |
|  |  |  |  |  |  |                |                |                |                |                |                |  |  |         |         |          |          |          |          |          |          |            |            |            |            |            |            |                |                |                |                |                |                |       |       |  |  |           |           |           |           |           |           |  |  |  |  |  |  |  |  |  |  |  |  |  |  |  |  |  |  |
|  |  |  |  |  |  | Аршак IV       | Аршак IV       | Аршак IV       | Аршак IV       | Аршак IV       | Аршак IV       |  |  | Фраат I | Фраат I | Фраат I  | Фраат I  | Фраат I  | Фраат I  |          |          | Митридат I | Митридат I | Митридат I | Митридат I | Митридат I | Митридат I |                |                | Багаз          | Багаз          | Багаз          | Багаз          | Багаз | Багаз |  |  | Артабан I | Артабан I | Артабан I | Артабан I | Артабан I | Артабан I |  |  |  |  |  |  |  |  |  |  |  |  |  |  |  |  |  |  |
|  |  |  |  |  |  | Аршак IV       | Аршак IV       | Аршак IV       | Аршак IV       | Аршак IV       | Аршак IV       |  |  | Фраат I | Фраат I | Фраат I  | Фраат I  | Фраат I  | Фраат I  |          |          | Митридат I | Митридат I | Митридат I | Митридат I | Митридат I | Митридат I |                |                | Багаз          | Багаз          | Багаз          | Багаз          | Багаз | Багаз |  |  | Артабан I | Артабан I | Артабан I | Артабан I | Артабан I | Артабан I |  |  |  |  |  |  |  |  |  |  |  |  |  |  |  |  |  |  |
|  |  |  |  |  |  |                |                |                |                |                |                |  |  |         |         |          |          |          |          |          |          |            |            |            |            |            |            |                |                |                |                |                |                |       |       |  |  |           |           |           |           |           |           |  |  |  |  |  |  |  |  |  |  |  |  |  |  |  |  |  |  |
|  |  |  |  |  |  |                |                |                |                |                |                |  |  |         |         | Фраат II | Фраат II | Фраат II | Фраат II | Фраат II | Фраат II |            |            |            |            | Санатрук   | Санатрук   | Санатрук       | Санатрук       | Санатрук       | Санатрук       |                |                |       |       |  |  |           |           |           |           |           |           |  |  |  |  |  |  |  |  |  |  |  |  |  |  |  |  |  |  |

### Правление

Карта Парфянского царства на момент воцарения Фраата II

Правление Фраата II проходило в период противостояния Парфии и государства Селевкидов. В плену у Фраата II находился отстранённый от власти царь Деметрий II, который был захвачен парфянами ещё во время правления Митридата I. При дворе монарха к нему были настроены доброжелательно. По словам ираниста Н. Дибвойза, это могло быть связано с тем, что Фраат, как и его отец, планировал поход в земли Сирии, а также, возможно, надеялся на то, что Деметрий станет подконтрольным парфянам царём. Однако эти планы парфян так и не были реализованы. Деметрий попытался сбежать из плена, но был схвачен и отправлен в Гирканию. Друг Деметрия, раскрывший его побег, был вознаграждён. В дальнейшем бывший царь попытался совершить ещё один побег, однако снова был пленён почти у самых границ своего царства и доставлен к парфянскому царю. Фраат II отказался от встречи с Деметрием, однако вернул его к Родогуне, на которой он женился в плену, и детям и, чтобы пристыдить, подарил пару золотых игральных костей.
Одновременно с этим государство Селевкидов сотрясали внутренние конфликты. В 139/38 году до н. э. Антиох VII разбил своего соперника в борьбе за царство Трифона и стал правителем государства Селевкидов. Согласно Юстину, в 130 году до н. э., прослышав о планах парфян захватить Сирию и посадить на престол Деметрия, Антиох двинул «закалённое в боях с соседями» огромное войско. Античный историк приводил огромные цифры армии Антиоха, впечатлившие даже поздних исследователей, — 80 тысяч воинов и 200 тысяч сопровождающих, а также указал на огромное количество предметов роскоши, которые везли за собой селевкидские воины. Евсевий Кесарийский и Мовсес Хоренаци со ссылкой на труды Порфирия оценивали численность противостоявшего им парфянского войска в 120 тысяч человек. Польский историк М. Ольбрыхт посчитал, что для обороны парфяне действительно могли собрать до 300 тысяч человек, а для наступления — до 150 тысяч. Однако, по словам американского ираниста Н. Овертума, это слишком оптимистично, поскольку реальный потенциал для II века до н. э., по его мнению, — 20—50 тысяч человек. По мере продвижения на сторону Селевкидов переходили данники Парфии. Антиох нанёс врагу серию из трёх поражений, оттеснив его силы в горы Загрос. После того, как селевкидский монарх занял Вавилонию, на его сторону стали массово переходить подданные Парфии, которые решили, что царство Фраата II гибнет. Армия греков остановилась на зимовку в Мидии или Гиркании и Парфии. По мнению Г. А. Кошеленко, второй вариант более вероятен, поскольку Мидию населяли преимущественно греки, и они вряд ли бы восстали против таких же греков-Селевкидов.
Антиох разместил свои силы на зимовку в нескольких городах. Согласно Диодору Сицилийскому, с наступлением весны Фраат II направил врагу письмо с предложением мира. По одной из версий, таким образом парфянский царь хотел получить передышку для подготовки войска. Антиох в ответ потребовал отпустить пленного царя Деметрия, отдать земли Парфянского царства за пределами собственно Парфии и выплатить значительную дань. Фраат решительно отверг эти требования и отправил своего пленника Деметрия с небольшим отрядом для захвата Сирии, надеясь, что это наступление отвлечёт Антиоха. Также парфяне инициировали восстание в захваченных греками городах. Их жители были доведены до отчаяния насилием и грабежами наёмников в войсках Селевкидов. Подстрекаемые парфянскими агентами они одновременно восстали и атаковали расквартированные в их городах войска. Антиох VII поспешил на помощь ближайшему отряду своих войск, который оказался в осаде. Несмотря на уговоры со стороны своих военных советников отойти и не вступать в бой с превосходящими силами противника, Антиох принял решение дать бой. Юстин рассказывал о большой храбрости, с которой сражался Антиох, однако его истощённое и «трусливое» войско бежало с поля боя, оставив царя. В исторических сочинениях нет консенсуса относительно его дальнейшей судьбы. Согласно Юстину, Иосифу Флавию и Павлу Орозию, Антиох VII погиб в бою. Философ Клавдий Элиан писал, что в походном лагере Антиоха своё гнездо свила белая ласточка, что у греков считалось плохой приметой. После поражения Антиох «уже никогда не вернулся в Сирию, но свергнул себя в пропасть», то есть покончил с собой. Аналогично писал и Аппиан Александрийский. Диодор Сицилийский писал, что в бою погибло 300 тысяч человек, что по мнению современных историков является чрезмерно завышенным числом. Однако результат сражения для Селевкидов всё равно был катастрофическим — греки потеряли почти целое поколение солдат, а их резерв в наёмниках был фактически полностью исчерпан. Стоя над телом поверженного врага, Фраат II сказал: «погубили тебя, Антиох, пьянство и безрассудство: ты надеялся большими чашами вычерпать царство Арсака». При этом с телом поверженного царя парфяне обращались достойно. Они поместили его в серебряный гроб и отправили на родину, в Сирию. Государство Селевкидов погрузилось во внутренний хаос, что дало возможность парфянам продолжить завоевание новых территорий. Селевкиды уже никогда не вернули себе былого величия. Под их контролем остались лишь земли в Сирии и восточной Киликии. Вместо того, чтобы попытаться восстановить силы, члены династии начали борьбу за власть, которая продолжалась 65 лет.
После окончания боя парфяне захватили вражеский обоз и лагерь, в котором находились члены династии Селевкидов. Среди них были Селевк, сын Антиоха, и его племянница, дочь отправленного в Сирию Деметрия Лаодика. Юстин писал, что парфянский царь влюбился в эту девушку и потому взял её в жёны. Нидерландский антиковед Йона Лендеринг, впрочем, отметил и возможный корыстный мотив этого поступка. Данный брак позволил Фраату II претендовать на верховную власть в государстве Селевкидов. Монарх попытался остановить Деметрия, пока тот не добрался до Сирии, однако не успел. Деметрий к этому времени уже стал царём. В дальнейшем его убила бывшая супруга Клеопатра Тея, которая, согласно Аппиану, ревновала к сестре Фраата II Родогуне, на которой Деметрий женился в плену.
Сокрушив Селевкидов в сражении, Фраат, которым частично двигала месть, собирался двинуться дальше на Запад для подчинения владений греков в северной Месопотамии и Сирии. Ещё одной причиной для наступления было желание вновь стабилизировать западные земли империи, которые пребывали в хаосе из-за вторжения Селевкидов. Однако планы Фраата II были сорваны вторжением кочевников из Великой степи. Территории к северу от Парфянского царства населяли индоевропейское племя юэчжи, которые двигались на юг, ища пастбища для всё растущего поголовья скота, а также племя саки. Они уничтожили Греко-Бактрийское царство. Согласно китайским источникам, их военные силы могли насчитывать от 80 до 200 тысяч лучников. Посол династии Хань Чжан Цянь считал эти кочевые племена куда более могущественной силой по сравнению с парфянами. Их вторжение с востока пресекло планы Фраата по наступлению на Селевкидов. Он назначил сатрапом в Вавилонии своего фаворита Гимера (Эвмера) из Гиркании, с которым «сблизился, когда тот был ещё цветущим отроком». Согласно Юстину, выбор Фраата II был неудачным, так как новый сатрап стал тиранить местное население. Сам царь с войском направился отражать угрозу со стороны кочевых племён. В составе его армии были греческие пленные, в то время как в авангарде у врага были бывшие наёмники парфян, которые были недовольны запоздалыми выплатами. Современные специалисты в области международных отношений называют взаимоотношения парфян и саков «вынужденной дипломатией». Первоначально кампания Фраата II против кочевников была успешной, однако в дальнейшем обернулась полной катастрофой: греки в парфянской армии во время сражения 128/27 году до н. э., заметив, что силы монарха начали отступать, перешли на сторону кочевников. Войско парфян бежало, а сам Фраат II погиб.

### Наследник
Главным источником по ранней парфянской истории является составленная Юстином эпитома «Филипповой истории» Помпея Трога. В ней рассказывается, что на фоне «нападения скифов» вместо погибшего сына Митридата I Фраата II, который не оставил потомства, в 127/26 году до н. э. стал править его дядя Артабан I/II. Однако имеющиеся нумизматические данные и остраконы из Нисы предоставляют свидетельства того, что между Фраатом II и Артабаном I в течение 8 месяцев правил другой дядя Фраата, Багаз. Затем, именно ему мог наследовать Артабан I. По мнению Йоны Лендеринга и Берта ван дер Спека, тот факт, что наследнику Артабана Митридату II не только служил, но и занимал высокую должность при его дворе сын Багаяши, свидетельствует, что Багаяша не впал в немилость и пользовался высоким авторитетом в Парфянском царстве.
В историографии нет консенсуса о том, был Багаз царём или нет. В 2004 году британская нумизматическая компания Classical Numismatic Group описала его как человека, который правил между Фраатом II и Артабаном I. При этом она представила тетрадрахму Митридата I, на реверсе которой поместили изображение Багаза. До этого считалось, что на монете отчеканен портрет Гиспаосина, правителя Харакены в Южной Месопотамии, однако в дальнейшем было доказано, что это именно Багаз. Иранский историк Голям Реза Ассар в 2005 году представил его как правителя, однако затем, в 2009 году, отказался от подобного заключения. Лендеринг в 2019 году посчитал, что Багаз и Багаяша — один и тот же человек, который определённо был царём, однако отметил, что об этом периоде в любом случае ничего не известно. Аналогичного мнения придерживались испанский нумизмат Луис Вальверде и иранский нумизмат Али Шаризаде. Н. Овертум в монографии 2020 года утверждал, что Багаз так и не стал царём. Однако он отметил, что гипотеза о царствовании Багаяши связана с его опытом военачальника. Учёный подчёркивал, что в случае воцарения Багаяши, его сын имел все права на царский престол, в то время как он был лишь одним из военачальников при Митридате II. Это, по мнению Н. Овертума, противоречит утверждениям о возможном провозглашении Багаза царём. Овертум также отметил, что нет никаких свидетельств о военной службе Багаза при Фраате II, что можно объяснить его смертью либо уходом на покой. По мнению историка, версия о смерти Багаза при жизни Фраата II объясняет, почему столь могущественная фигура в Парфии не стала царём. Также, историк отмечает, что отсутствие упоминаний о царе Парфии в литературных источниках является довольно странным.

## Монеты

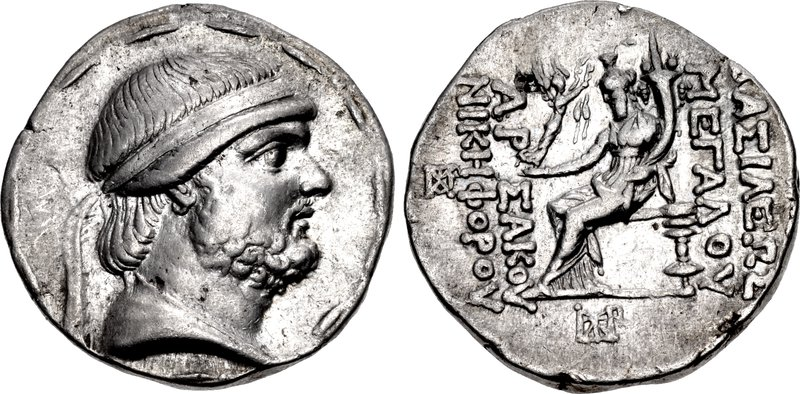
Тетрадрахма Фраата II, отчеканенная в Селевкии

Фраат II, как и его отец, использовал на своих монетах титул «царь царей», который напоминал о времени правления Ахеменидов. Он также использовал титул «Филэллин» («друг греков») и правил под тронным именем «Аршак», как и все цари Парфии до и после него в честь основателя династии. Как и у его отца, на монетах Фраата II присутствует греческая диадема и борода, которая показывает собой традиционной восточный колорит. Монеты чеканились из серебра, бронзы и периодически меди. На реверсе монеты — изображение лучника в иранском ездовом костюме. В историографии нет однозначного ответа кого символизирует лучник на монетах — царя или легендарного основателя династии Араша Лучника. Как и на монетах Селевкидов, легенда начертана на греческом и расположена вертикально.